# Smartville Hambach

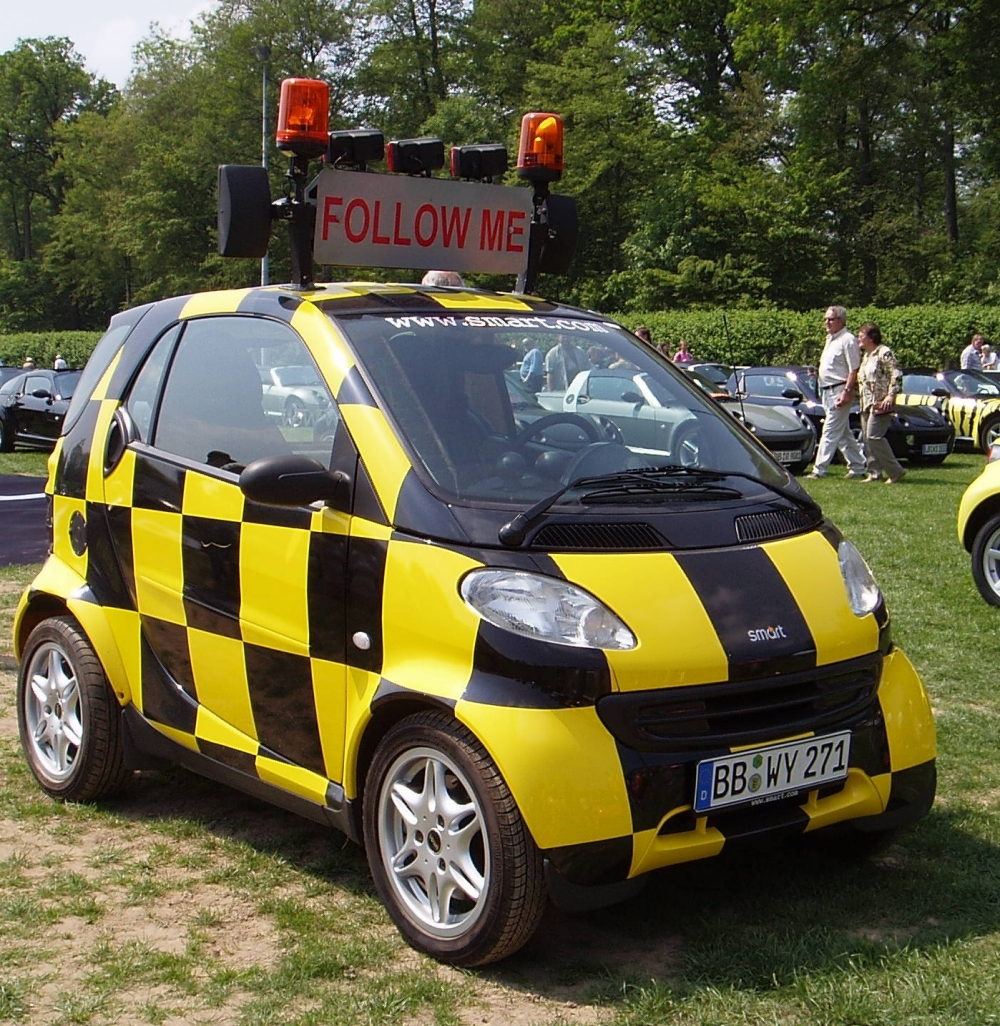
Smart fortwo-Sonderfahrzeug „Follow me“

Smartville Hambach ist eine Automobilfabrik in Hambach  im Moseldepartment in der ursprünglich die Modelle smart fortwo und smart fortwo electric drive produziert wurden. Das Werksgelände hat eine Fläche von 695.000 m², die bebaute Grundfläche beträgt 137.647 m². 2017 produzierten über 800 Mitarbeiter über 80.000 Fahrzeuge.
Mitte 2020 stellte die Mercedes-Benz Group das Werk zum Verkauf und gab im Dezember den Verkauf an Ineos Automotive bekannt.
Anfang 2022 begann dort die Produktion des Grenadier, Ineos fertigte für Mercedes-Benz bis zur Produktionseinstellung im März 2024 den Fortwo.

## Geschichte
Das Werk wurde 1997 eröffnet; der erste smart fortwo wurde 1998 produziert. 2000 folgte die Markteinführung des smart fortwo cabrio. 2003 lief der 500.000. smart fortwo vom Band.
Die zweite Generation des smart fortwo wurde ab 2007 gebaut (mit Motoren aus der Zusammenarbeit mit Mitsubishi), 2008 erreichte die Gesamtproduktion des smart fortwo eine Million Fahrzeuge. 2009 begann die Produktion des smart fortwo electric drive. 2011 wurde der 500.000. smart fortwo der zweiten Generation produziert, am 17. Juli 2013 waren es insgesamt 1,5 Millionen produzierte Fahrzeuge.
Die Fahrzeuge der dritten Generation, die seit dem 6. Juni 2014 gebaut wurden, waren ein Ergebnis der Zusammenarbeit mit Renault (seitdem kamen Renault-Motoren zum Einsatz). 
Das Werk wurde für 450 Millionen Euro erbaut und begann 1997 zu produzieren. Um optimale Produktionsprozesse zu ermöglichen, ist das Werk in Kreuzform angelegt; in jedem der vier Ausläufer werden unterschiedliche Montagearbeiten erbracht. Das Zentrum, der sogenannte Marktplatz, dient als Testraum für fertiggestellte Fahrzeuge und für Nacharbeiten. Das Zentrum ist mehrstöckig; so konnten alle Verwaltungs-, EDV- und Umkleideräume sowie die Kantine an zentraler Stelle realisiert werden. Bei der Errichtung von Smartville trug der Daimler-Benz-Konzern 75 % der Kosten, 25 % übernahm SOFIREM, eine französische Gesellschaft für die Umstrukturierung von Bergbauregionen.
Die Entscheidung für den Standort Hambach und gegen den Alternativstandort Lahr/Schwarzwald fiel aus mehreren Gründen. Lothringen im Allgemeinen sowie die Region um Hambach im Speziellen waren früher von der Schwerindustrie geprägt. Mit deren Niedergang wurde ein beträchtlicher Teil der Bevölkerung arbeitslos. Aus dem EU-Fonds für strukturschwache Regionen sowie von der französischen Regierung standen deshalb Fördermittel für eine Industrieansiedlung in Hambach zur Verfügung, die in Lahr nicht geflossen wären. Die hohe Arbeitslosigkeit bot bei einer Neuansiedlung den Vorteil eines hohen Arbeitskräftepotentials. Die Nähe zur Autobahn hätte auch in Lahr zur Verfügung gestanden. Ausschlaggebend waren wohl die großen Flächenreserven und das niedrigere Lohnniveau in Lothringen. Rechnungen ergaben, dass ein Smart in Hambach pro Fahrzeug um bis zu 75 Euro billiger zu produzieren sei als in Lahr.
Smart war im Automobilsektor das Unternehmen mit der geringsten Fertigungstiefe. Sie betrug lediglich 10 %, bei den meisten anderen Herstellern sind es oft noch 20–40 %. Das bedeutet, dass 90 % der Produktionsschritte bis zum fertigen Fahrzeug von Zulieferern erbracht wurden.
Um dieses Konzept zu perfektionieren, wurden rund um das Smart-Werk in Hambach die meisten der Zulieferer mit einer eigenen Produktionsstätte angesiedelt. Der Karosseriehersteller Magna International produzierte das Chassis aus Teilen, die vom Mercedes-Benz-Werk Sindelfingen angeliefert wurden. SAS Autosystemtechnik produzierte das gesamte Cockpit, die Kabelbäume und die Batterien. ThyssenKrupp Automotive lieferte die komplette Antriebseinheit (mit den sog. Suprex Motoren der ersten Generation). Die Reifensätze wurden von Conti angeliefert. Dieses Anliefern ganzer Module wird auch Modular Sourcing genannt. Die Gebäude für die Zulieferer wurden von Smart errichtet und gestellt, um den Zulieferern die Errichtung eines Werkes am Standort zu erleichtern.
Die Smart-Fertigung wurde ohne jegliche Lagerhaltung realisiert, alle Teile wurden just in time und sogar just in sequence angeliefert, das heißt, dass sämtliche Zulieferer auf die individuellen Bestellungsdaten jedes Fahrzeuges Zugriff hatten und dass sie die Teile genau in der Reihenfolge anlieferten, wie sie im Smart-Werk benötigt wurden. Da Smart nur auf Bestellung Fahrzeuge produzierte, werden auch die fertigen Fahrzeuge nur wenige Tage gelagert, bevor sie per firmeneigenem Bahnhof in die jeweiligen Smart-Center geliefert wurden. Nachdem die Fahrzeuge fertiggestellt waren, wurde ihre Funktionstüchtigkeit in mehreren Tests auf die Probe gestellt, beispielsweise einem Motortest, einem Dichtungstest und auf einer Rüttelstrecke. Etwaige Probleme während der Produktion wurden von 50 angestellten Wartungsfachkräften gelöst. Die räumliche Nähe der Zulieferer ermöglichte auch die Wartung von angelieferten Teilen durch die jeweiligen Fremdfirmen.
Gearbeitet wurde in zwei Schichten, wobei ein Fahrzeug eine Durchlaufzeit von 8 ½ Stunden hatte. Die Endmontage benötigte 4 ½ Stunden. Die Produktionskapazität lag bei ca. 750 Einheiten pro Tag. Um die Motivation bei den Arbeitern auf einem hohen Niveau zu halten, waren jeweils acht von ihnen in Teams organisiert. Diese hatten eine relativ flache Hierarchie. Jede Woche wurde für eine Viertelstunde die Produktion angehalten, um den Teams eine Reflexion zu ermöglichen. Außerdem hatten alle Mitarbeiter über das Beteiligungssystem „Eureka“ die Gelegenheit, Verbesserungsvorschläge zum Produktionsablauf sowie allgemeiner Natur einzureichen. Die besten Ideen wurden mit einem Bonus prämiert. Auch die Sauberkeit der jeweiligen Abschnitte der einzelnen Teams wurde festgehalten und prämiert.

Bis Januar 2018 liefen 1.946.191 Fortwo in Hambach vom Band. Von 1998 bis 2018 wurden hauptsächlich Verbrennungsmotoren im zweisitzigen Fortwo verbaut, ab 2018 wurde der erste Schritt zur rein elektrischen Marke Smart EQ gemacht, die Smart seit 2020 ist.
Im März 2023 gab der Hersteller bekannt, dass ab April 2023 keine Bestellungen für den Fortwo mehr entgegengenommen werden. Die Produktion endete schließlich ohne Nachfolgemodell im März 2024.
Anfang 2022 begann die Produktion des Grenadier.